# Діонісіо Аґуадо
Діонісіо Аґуадо-і-Ґарсія (ісп. Dionisio Aguado y García; 8 квітня 1784, Мадрид — 29 грудня 1849, там само) — іспанський класичний гітарист, педагог і композитор, один з основоположників (поряд з Фернандо Сором) іспанської школи виконавства на цьому інструменті.

## Біографія
Виховувався в училищі при церкві, де навчався гри на гітарі у падре Базіліо та Міґеля Ґарсії. На початку ХІХ сторіччя з'явилися перші твори для гітари Аґуадо, що він став записувати з допомогою звичайної нотації (в скрипковому ключі), а не табулатур, як і було прийнято до того.
1803 року Аґуадо оселився в місті Фуенлабрада, де займався викладацькою діяльністю до 1824, на початку 1820-х в Мадриді було видано збірку його етюдів (Colecció de estudios para guitarra). Незабаром після смерті матері (1824) Аґуадо перебрався в Париж, де швидко завоював репутацію першокласного виконавця і викладача, і де вийшла друком французька версія його «Школи гри на гітарі» (Méthode complete pour la guitare, переклад здійснив французький композитор і гітарист Франсуа де Фоссе). Останні десять років життя композитор провів в Іспанії, де продовжував викладати та редагувати оновлену версію «Школи» (Nuevo método para guitarra).
Протягом більш як десять років до свого від'їзду з Парижа (1838) Аґуадо пов'язував творчий союз із Фернандо Сором. Вони багато разів виступали в дуеті, а Сор присвятив своєму молодшому колезі дует «Два друга», тв. 41. Незважаючи на дружбу, музиканти дотримувалися різних поглядів на техніку виконання на гітарі: Сор волів грати подушечками пальців правої руки для м'якшого і повнішого звучання, Аґуадо ж рекомендував використовувати техніку гри нігтями (він вважається першим гітаристом, який запропонував цю ідею), досягаючи більш сильного звуку.

## Творчість
Композиторська спадщина Аґуадо невелика за обсягом, але глибока та змістовна. Повного каталогу його творів немає, відомий ряд його етюдів, рондо, танців, фантазій та інших творів. Його «Школа гри на гітарі» була дуже популярна в XIX столітті і неодноразово перевидавалася різними мовами.